# Бара брит

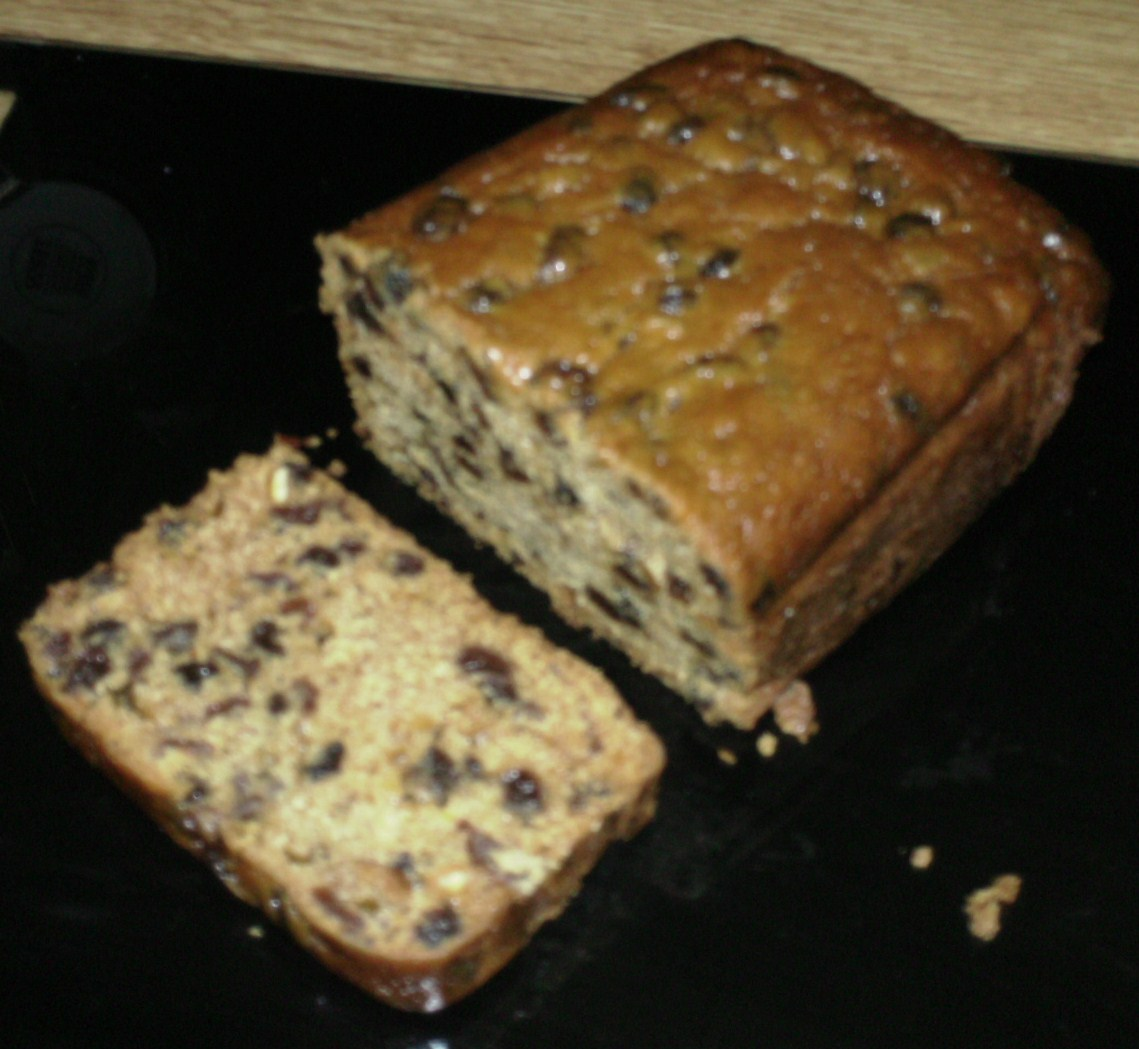
Бара брит

Бара брит (валл. bara brith, «плямистий хліб») — традиційна валлійська випічка; або дріжджовий хліб з додаванням сухофруктів (схожий на ірландський бармбрек), або солодка випічка, яка нагадує фруктовий кекс, і зроблена з борошна з додаванням розпушувачів (без дріжджів). У тісто зазвичай додають родзинки, смородину та цукати.
В Аргентині бару брит, принесений в країну валлійським поселенцями, які почали прибувати в провінцію Чубут з 1865 року, відомий як «чорний пиріг» (ісп. torta negra) і теж є традиційною стравою.
Існує безліч рецептів приготування цього хліба, що випікається у багатьох областях Уельсу. У дріжджового бару брита обмежений термін зберігання. Версія хліба з борошна c додаванням розпушувачів зберігається довше. Валлійські рецепти радять в ніч перед випічкою вимочувати сухофрукти в чаї.